# توني رونالدسون
توني رونالدسون (بالإنجليزية: Tony Ronaldson) مواليد 25 مايو 1972، هو لاعب كرة سلة أسترالي سابق بدأ مسيرته الاحترافية في سنة 1990. اعتزل اللعب في 2010.

## روابط خارجية
- توني رونالدسون على موقع الاتحاد الدولي لكرة السلة (الإنجليزية)
- توني رونالدسون على موقع كرة السلة الأوروبية.كوم (الإنجليزية)
- توني رونالدسون على موقع كلية كرة السلة في سبورتس رفرنس.كوم (الإنجليزية)
- توني رونالدسون على موقع ريلجم (الإنجليزية)
- توني رونالدسون على موقع بروبوليرز (الإنجليزية)
- توني رونالدسون على موقع سبورتس رفرنس (الإنجليزية)
- توني رونالدسون على موقع أوليمبيديا (الإنجليزية)
- توني رونالدسون على موقع اللجنة الأولمبية الأسترالية (الإنجليزية)
- توني رونالدسون على موقع دورة ألعاب الكومنولث 2006 (مؤرشف) (الإنجليزية)